# Piłka ręczna na Igrzyskach Panamerykańskich 2011 – kwalifikacje
Kwalifikacje do turnieju piłki ręcznej na Igrzyskach Panamerykańskich 2011 miały na celu wyłonienie męskich reprezentacji narodowych w piłce ręcznej, które wystąpiły w finałach tego turnieju.

## Zakwalifikowane zespoły
| Kwalifikacja                               | Data                 | Miejsce                | Miejsca | Mężczyźni                      | Kobiety                          |
| ------------------------------------------ | -------------------- | ---------------------- | ------- | ------------------------------ | -------------------------------- |
| Gospodarz                                  | –                    | –                      | 1       | - Meksyk                       | - Meksyk                         |
| Igrzyska Ameryki Południowej 2010          | 26–30 marca 2010     | Itagüí                 | 3       | - Brazylia - Argentyna - Chile | - Argentyna - Brazylia - Urugwaj |
| Igrzyska Ameryki Środkowej i Karaibów 2010 | 25–30 lipca 2010     | Mayagüez               | 2       | - Dominikana - Wenezuela       | - Dominikana - Portoryko         |
| Dwumecz Kanada–USA                         | 21 i 23 grudnia 2010 | Lake Placid La Prairie | 1       | - Kanada                       | - Stany Zjednoczone              |
| Turniej eliminacyjny                       | –                    | Santiago               | 1       | –                              | - Chile                          |
| Turniej eliminacyjny                       | 3–5 czerwca 2011     | Gwatemala              | 1       | - Stany Zjednoczone            | –                                |

## Kwalifikacje

### Igrzyska Ameryki Południowej 2010
Bezprośredni awans do turnieju głównego uzyskiwały trzy najlepsze drużyny tych zawodów, kolejna otrzymała natomiast szansę gry w dodatkowym turnieju kwalifikacyjnym. W męskich zawodach triumfowali Brazylijczycy przed Argentyńczykami i Chilijczykami, w żeńskich natomiast w decydującym o tytule spotkaniu Argentynki pokonały Brazylijki, Urugwajki zaś zapewniły sobie trzecie miejsce.

### Igrzyska Ameryki Środkowej i Karaibów 2010
Bezpośredni awans do turnieju głównego uzyskiwali finaliści zawodów, dwie kolejne (prócz Meksyku) drużyny otrzymały natomiast szansę gry w dodatkowym turnieju kwalifikacyjnym. W zawodach triumfowały reprezentacje Dominikany, w finałach pokonując Wenezuelczyków i Portorykanki.

### Dwumecz Kanada–USA
Pierwsze mecze odbyły się 21 grudnia 2010 roku w Lake Placid, rewanże zaś dwa dni później w La Prairie.
W obu meczach gospodarze wygrywali 25–21, została zatem zarządzona dogrywka. W tej lepsi okazali się Kanadyjczycy awansując bezpośrednio do turnieju głównego, Amerykanie zaś uzyskali prawo występu w ostatnim turnieju eliminacyjnym.
| 21 grudnia 201018:30 | Stany Zjednoczone | 25:21(11:9) | Kanada | Lake Placid Olympic Training Center, Lake Placid |
| 21 grudnia 201018:30 |                   | 25:21(11:9) |        | Lake Placid Olympic Training Center, Lake Placid |

-
| 23 grudnia 201019:30 | Kanada | 30:23 (pd.)(25:21) | Stany Zjednoczone | La Magdeleine School, La Prairie |
| 23 grudnia 201019:30 |        | 30:23 (pd.)(25:21) |                   | La Magdeleine School, La Prairie |

Żeński dwumecz zakończył się wynikiem 44–44, większa liczba bramek strzelonych na wyjeździe dała jednak bezpośredni awans Amerykankom, Kanadyjki zaś uzyskały prawo występu w ostatnim turnieju eliminacyjnym.
| 21 grudnia 201016:00 | Stany Zjednoczone | 18:23(8:9) | Kanada | Lake Placid Olympic Training Center, Lake Placid |
| 21 grudnia 201016:00 |                   | 18:23(8:9) |        | Lake Placid Olympic Training Center, Lake Placid |

-
| 23 grudnia 201017:30 | Kanada | 21:26 | Stany Zjednoczone | La Magdeleine School, La Prairie |
| 23 grudnia 201017:30 |        | 21:26 |                   | La Magdeleine School, La Prairie |

### Turniej eliminacyjny kobiet
| Kwalifikacja                               | Miejsca | Zespół                 |
| ------------------------------------------ | ------- | ---------------------- |
| Igrzyska Ameryki Południowej 2010          | 1       | - Chile                |
| Igrzyska Ameryki Środkowej i Karaibów 2010 | 2       | - Kostaryka - Salwador |
| Dwumecz Kanada–USA                         | 1       | - Kanada               |

Żeński turniej miał odbyć się w Santiago, jednak poza gospodyniami nie stawiła się żadna z pozostałych drużyn.

### Turniej eliminacyjny mężczyzn
| Kwalifikacja                               | Miejsca | Zespół                  |
| ------------------------------------------ | ------- | ----------------------- |
| Igrzyska Ameryki Południowej 2010          | 1       | - Urugwaj               |
| Igrzyska Ameryki Środkowej i Karaibów 2010 | 2       | - Portoryko - Gwatemala |
| Dwumecz Kanada–USA                         | 1       | - Stany Zjednoczone     |

| 3 czerwca 2012 | Urugwaj | 20:12(9:6) | Gwatemala | Gwatemala |
| 3 czerwca 2012 |         | 20:12(9:6) |           | Gwatemala |

| 4 czerwca 201220:00 | Stany Zjednoczone | 23:23(13:11) | Urugwaj | Gwatemala |
| 4 czerwca 201220:00 |                   | 23:23(13:11) |         | Gwatemala |

| 5 czerwca 201218:00 | Stany Zjednoczone | 38:24 | Gwatemala | Gwatemala |
| 5 czerwca 201218:00 |                   | 38:24 |           | Gwatemala |

Turniej zwyciężyła różnicą bramek reprezentacja USA.